# Xã Nansen, Quận Richland, Bắc Dakota
Xã Nansen (tiếng Anh: Nansen Township) là một xã thuộc quận Richland, tiểu bang Bắc Dakota, Hoa Kỳ. Năm 2010, dân số của xã này là 86 người.